# Циклон (техніка)

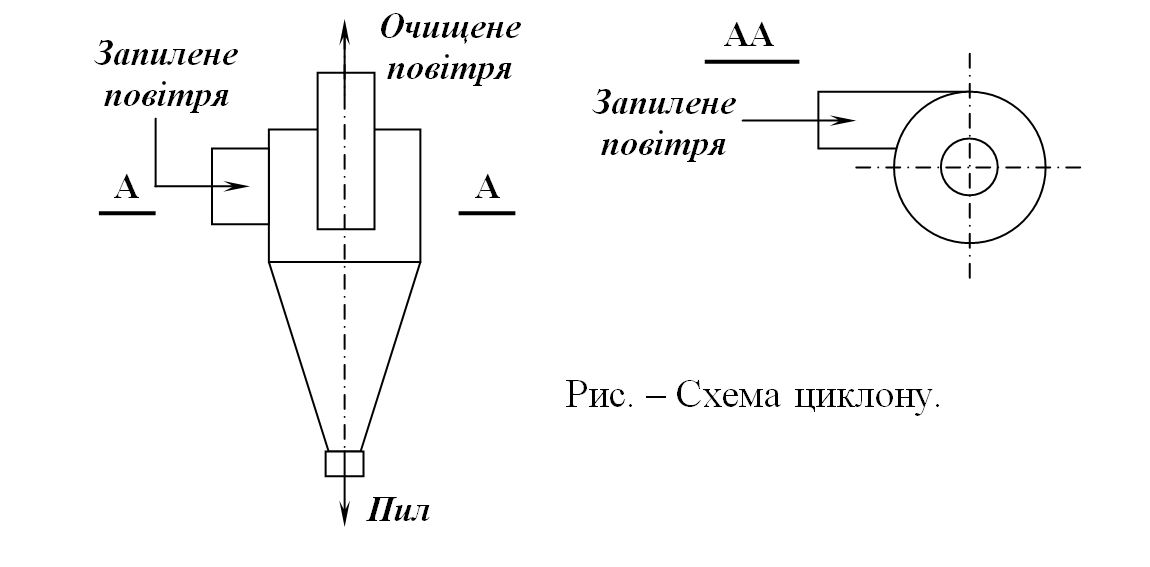

Циклон — циліндро-конічний апарат для очищення повітря або газу від завислих твердих частинок, пиловловлювач, в якому тверда фаза відділяється від газу під впливом відцентрових сил, які виникають при тангенціальній подачі вихідного газу під тиском і осьовому розвантажуванні продуктів розділення. 

## Загальний опис
Належать до пиловловлювачів інерційного типу і призначені для вловлення пилу крупністю понад 10 мкм. Принцип дії циклонів полягає в тому, що пилогазова суміш подається по дотичній до внутрішньої поверхні циліндричної частини корпуса і рухається по ґвинтовій лінії зверху вниз.

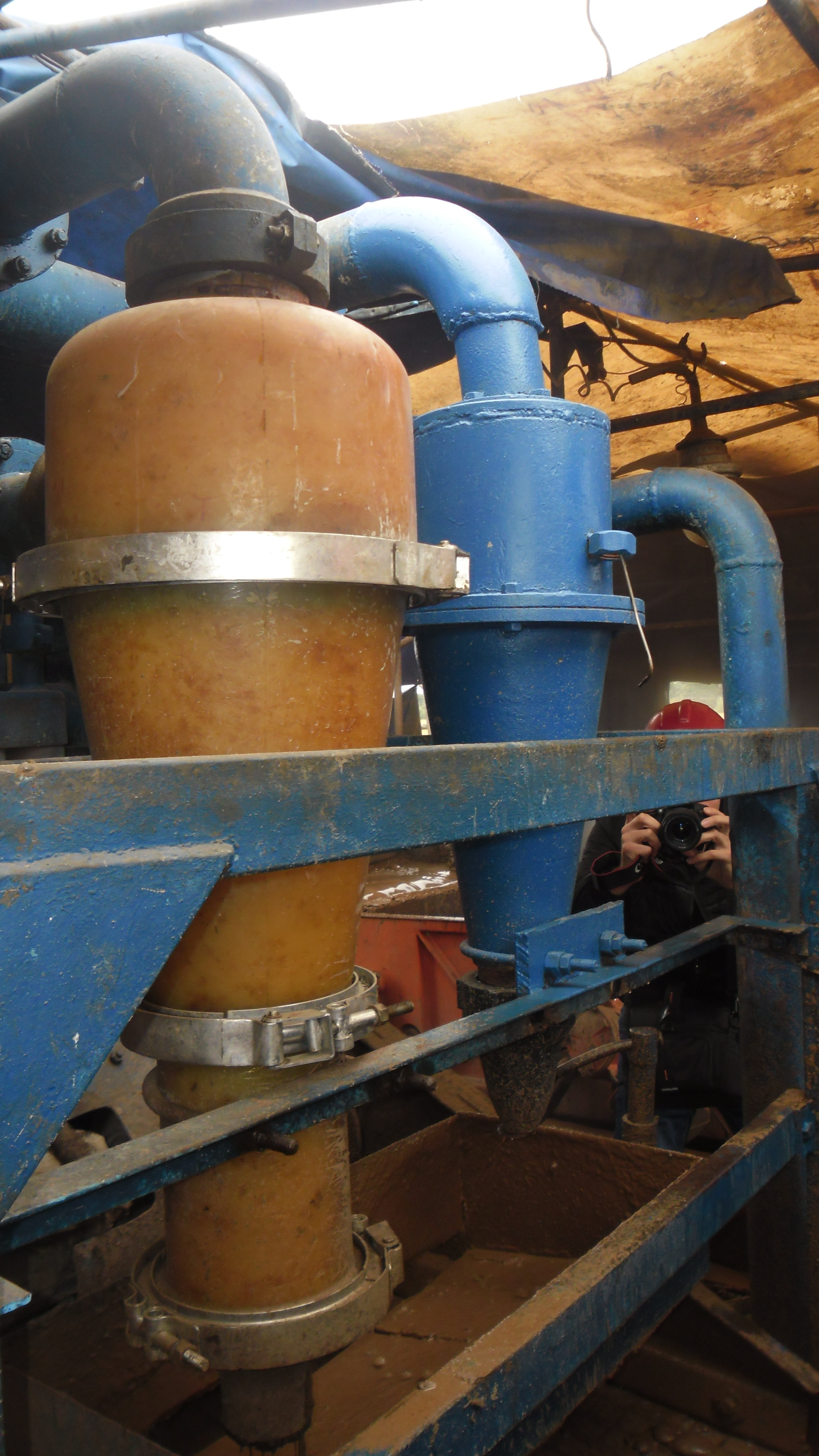
Обробка бурового розчину в циклонах.

Частинки пилу під дією відцентрових сил притискаються до внутрішніх стінок циклона і під дією газового потоку і сили ваги рухаються по спіралі униз, де розвантажуються через спеціальну насадку у конічній частині циклону. Очищене від пилу повітря видаляється через осьовий патрубок у верхній частині циклона.
За аналогічним принципом влаштовані і діють Ц. для очищення рідини або збагачення  мінеральної маси у водному середовищі (гідроциклони), а також в суспензіях (важкосередовищні  гідроциклони).

## Ефективність роботи
Для підвищення ефективності очищення повітря або газу в потужних потоках використовують батарейні циклони, тобто сполучення декількох Ц. з спільним підводом живлення. 
Ефективність очищення повітря у звичайних циклонах становить 60 — 80%, в батарейному циклоні — 97 — 99%.